# DeSmet (bateau)
Pour les articles homonymes, voir De Smet.
DeSmet est un bateau américain assurant des excursions touristiques sur le lac McDonald, un lac du parc national de Glacier relevant du comté de Flathead, au Montana. Inscrit au Registre national des lieux historiques depuis le 14 décembre 2017, il est entreposé pendant l'hiver dans un hangar à bateaux également inscrit, la Fish Creek Bay Boathouse.